# Rabbi Itzhak
Rabbi Itzhak (hébreu : רבי יצחק) est un docteur du Talmud dont l’identité n’est pas établie avec certitude.

## Éléments biographiques
Selon Rachi, il s’agit de Rabbi Itzhak le Forgeron, également connu sous les noms et surnoms d’Itzhak ben Tabla, Itzhak ben Hakla, Itzhak ben Il'a, Itzhak ben Aha DeShemaata et Itzhak ben Pinhas. Cependant, Rashbam estime que ces surnoms font référence à deux docteurs différents, un Rabbi Itzhak DeAgadeta (rapportant des enseignements d’aggada, se rapportant à d’autres aspects de la tradition juive que sa Loi) dont le véritable nom serait Itzhak ben Pinhas et un Rabbi Itzhak DeShemaata (rapportant des traditions de lois), dont le véritable nom serait Itzhak ben Aha. Dans ce dernier cas, ils apparaîtraient ensemble en terre d’Israël comme à Babylone et seraient donc contemporains.
Selon Juda de Spire, Rabbi Itzhak est un disciple de Rabbi Yohanan dont il rapporte souvent les enseignements. Il semble également souvent débattre avec Rav Nahman, ce qui le situerait entre la seconde et la troisième génération des docteurs du Talmud.

## Enseignement
Selon Aaron Hyman, le Talmud comprend environ 5à enseignements rapportés en son nom.
Parmi ses principaux enseignements aggadiques :
- Rabbi Itzhak a dit : « Qui récite le shema sur son lit est comme s’il tenait une épée à deux tranchants dans sa main, ainsi qu’il est dit (Psaumes 149:6) "Des hymnes louangeurs de Dieu sur les lèvres, une épée à deux tranchants dans leur main" »[4].
- Rav Avin fils de Rav Ada a dit au nom de Rabbi Itzhak : « d’où sait-on que le Saint, béni soit-Il, porte des tefillin ? De ce qu’il est dit (Isaïe 62:8) : "H' l’a juré par sa droite et son bras puissant" — sa droite, c’est la Torah, ainsi qu’il est dit (Deutéronome 33:2) : "dans sa droite une loi de feu, pour eux" et son bras puissant, ce sont les tefillin, ainsi qu’il est dit (Psaumes 29:11) : "H' donne la force à son peuple". Et d’où sait-on que les tefillin sont une force pour Israël ? De ce qu’il est dit (Deutéronome 28:10) "Et tous les peuples de la terre verront que le nom de H' est associé au tien et ils te redouteront" et il a été enseigné [à propos de ce verset] : "Rabbi Eliezer le Grand dit : 'ceci se réfère aux tefillin de la tête' »[5].
- Rabbi Itzhak a dit : le cri sied à l’homme, avant qu’il reçoive son jugement ou après qu’il l’ait reçu[6].

Parmi ses principaux enseignements halakhiques, outre ses traditions sur les ordonnances sur le rite de la pâque à l’époque du Temple : 
- Rabbi Itzhak a dit : de même qu’un récipient ne peut pas être placé sous une poule pour recevoir ses œufs, un récipient ne peut pas être retourné sur eux pour qu’ils ne se cassent pas[8].
- Rabbi Itzhak a dit : « L’homme est [ainsi] fait qu’il tâte sa bourse à chaque instant » (et qu’il se rend, par conséquent, rapidement compte s’il a ou non perdu son argent)[9].